# Zlatan Šehović
Pour les articles homonymes, voir Šehović.
Zlatan Šehović, né le 8 août 2000 à Belgrade en Serbie, est un footballeur serbe qui évolue au poste d'arrière gauche au Partizan Belgrade.

## Biographie

### Carrière en club

#### Partizan Belgrade
Natif de Belgrade en Serbie, Zlatan Šehović est formé dans l'un des plus grands clubs du pays, le Partizan Belgrade. Il ne débute cependant pas en professionnel avec son club formateur. En effet, il est prêté lors de la deuxième partie de saison 2017-2018 au FK Teleoptik, en deuxième division serbe, où il prend part à 11 matchs et inscrit deux buts. 
Il est de retour au Partizan lors de la saison suivante, et fait ses débuts le 12 juillet 2018, lors d'un match de qualification pour la Ligue Europa face au FK Rudar Pljevlja (victoire 0-3 du Partizan). Il remporte son premier trophée lors de cette saison 2018-2019, en jouant la finale de la Coupe de Serbie, que son équipe remporte par un but à zéro face au rival de l'Étoile rouge de Belgrade.

### Maccabi Netanya
Le 19 janvier 2020, Zlatan Šehović rejoint le club israélien du Maccabi Netanya. Il joue son premier match le 26 janvier suivant face à l'Hapoël Hadera FC, en championnat. Il est titulaire et son équipe s'impose par un but à zéro.

### Retour au Partizan
Lors de l'été 2022, Zlatan Šehović fait son retour dans son pays natal et dans son club formateur, le Partizan Belgrade.

### Carrière en sélection nationale
Avec les moins de 17 ans, il participe au championnat d'Europe des moins de 17 ans en 2017, qui a lieu en Croatie. Lors de cette compétition, il se contente d'un rôle de remplaçant et ne joue aucun match.
Avec les moins de 19 ans, il délivre une passe décisive contre le Kazakhstan en novembre 2018, lors des éliminatoires de l'Euro des moins de 19 ans 2019.

## Palmarès
Partizan Belgrade
- Vainqueur de la Coupe de Serbie en 2018-2019.